# Willem Maris
Willem Maris (La Haya, 18 de febrero de 1844-10 de octubre de 1910) fue un pintor paisajista perteneciente a la  Escuela de La Haya.

## Biografía

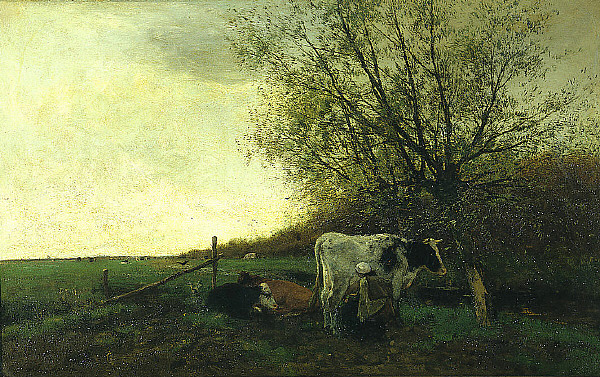
Hora de ordeñar, óleo sobre lienzo.

Willem era el tercero de una familia de cinco hijos dos de los cuales, Jacob y Matthijs Maris, también fueron pintores enmarcados dentro de la Escuela de La Haya. Descrito en muchas ocasiones como auto-didacta, Willen describe así sus primeros años de estudio: "Desde joven he trabajado en el exterior. Incluso, antes de cumplir los doce, solía sentarme en el prado y miraba las vacas antes y después de salir del colegio. Como mis hermanos eran mayores que yo por supuesto que participé en su aprendizaje y en los inviernos iba a la Academia de Arte donde a menudo dibujaba maniquíes y también practicaba perspectivas. En verano siempre estudiaba fuera y en invierno en los establos."
Maris también recibió consejos del pintor de ganado Pieter Stortenbeker quien le dio trabajo como copista.
En 1862 Willem hizo su debut con la obra Vacas en el prado que bien pudo haberlo pintado en Oosterbeek pues lo visitó por primera vez ese año. Fue en Oosterbeek donde se encontró con Gerard Bilders y Anton Mauve. Con este último entabló una amistad que duraría toda su vida.

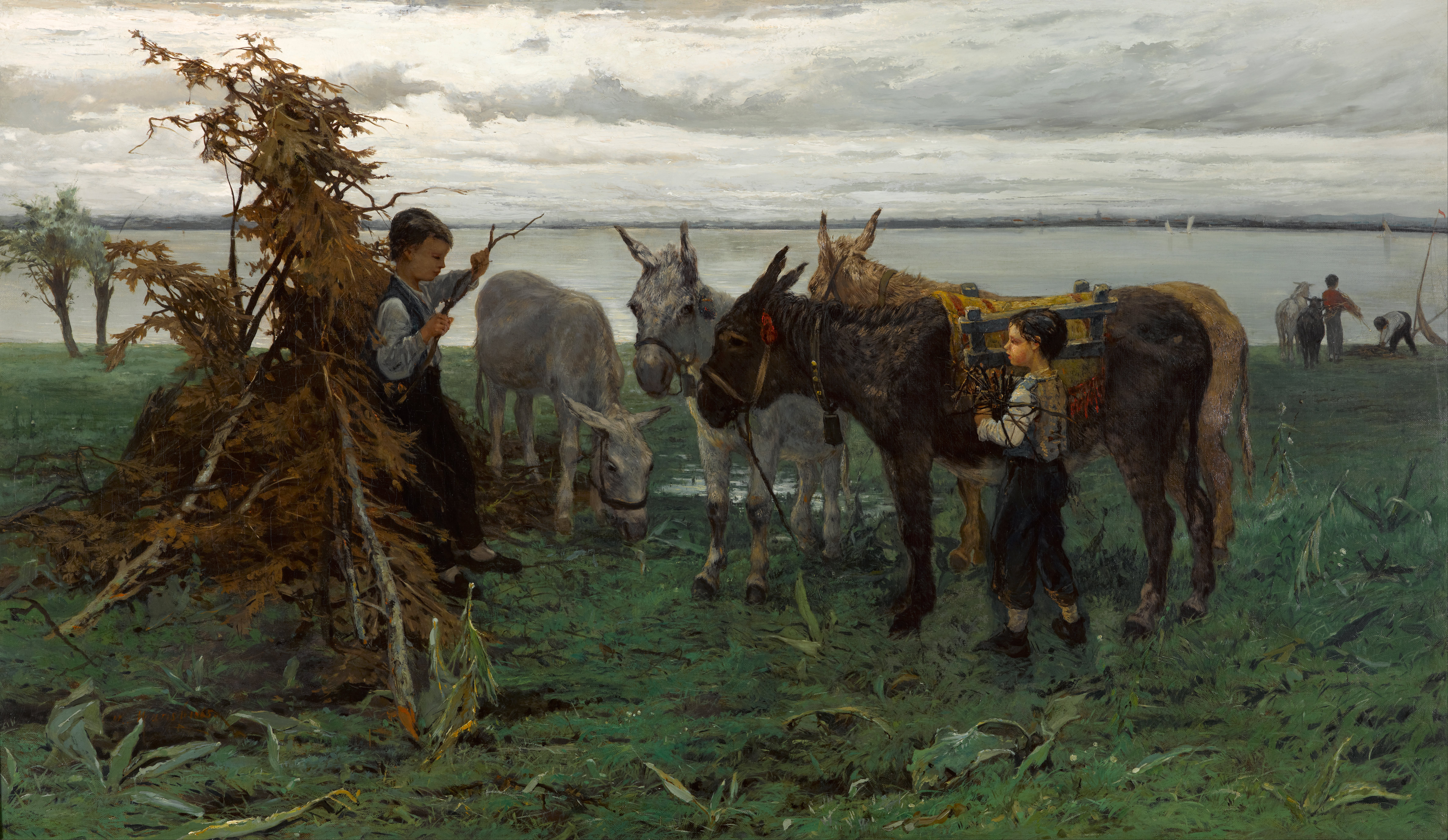
Niños arreando burros

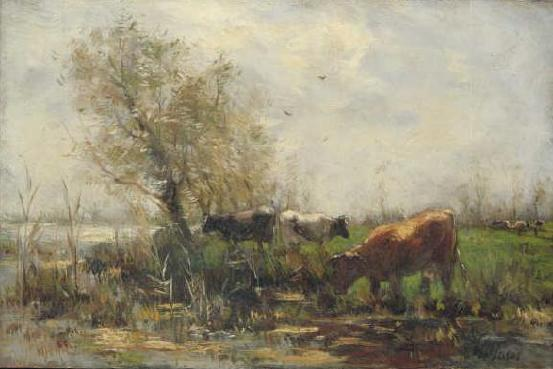
Vacas en un lago, óleo sobre lienzo.

En 1863 la familia Maris se trasladó y montaron un estudio donde los tres hermanos pudieron trabajar. Como antes hicieron sus hermanos, Willem también realizó un viaje por el Rin. Más tarde compartió un estudio con Bernard Blommers en donde era fácil encontrar también a su hermano Matthijs y a Anton Mauve. En el museo Mauritshuis Willem copió los trabajos de Paulus Potter, un prestigioso pintor de ganado del siglo XVII que también inspiró a Gerard Bilders, Jan Hendrik Weissenbruch y algunos pintores de la Escuela de Barbizon.
La carrera pictórica de Willem progresó con regularidad y mantuvo una producción constante. Durante toda su vida se mantuvo fiel a la temática que había elegido en su juventud, paisajes campestres con sauces y zanjas, vacas o terneras en praderas, ríos o estanques y más tarde patos y gallinas. En sus pinturas y acuarelas destacan sobre todo por el énfasis de su luz. Willem decía a menudo: "Yo no pinto vacas, sino más bien los efectos de la luz". Sus primeros trabajos en particular a menudo contenían una atmósfera fría y nubosa. Una vez escribió: En esos días, el joven pintor tenía una inclinada preferencia por velos de niebla, lo cual es bastante peculiar. En varias ocasiones rompió sus apuntes de viaje tan pronto como el sol y el viento ahuyentaban la neblina de la madrugada.
Tres etapas principales se pueden distinguir en su trabajo. Los primeros trabajos se caracterizaban por una reproducción exacta de los alrededores y todavía buscaba su modo de representar la anatomía del ganado. En la segunda etapa él manejó esto magistralmente y su uso del color empezó a ser más definido. Las praderas y árboles los pintaba en diferentes tonos saturados de verde. Alrededor de 1880 comenzó a usar pinceladas más gruesas combinándolas con impasto. Su vívido uso del color distinguió a Willem del humor gris de sus contemporáneos y a menudo fue descrito como el 'impresionista' de la Escuela de La Haya.
Maris dijo que nunca había tenido estudiantes pero es probable que en 1880 George Hendrik Breitner haya estudiado con él. También enseñó a su hijo y sin duda influyó en otros pintores.
Willem Maris falleció el 10 de octubre de 1910 en La Haya.